# Dolium
Il dolium dei Romani (pl. dolia), corrispondente al pithos degli antichi Greci, volgarizzato in dolio (pl. dolii) è un grande contenitore, generalmente di terracotta, usato per contenere derrate alimentari di liquidi (vino, olio, ecc.) o anche di aridi (grano, legumi) da trasportare e poi conservare nei magazzini. 

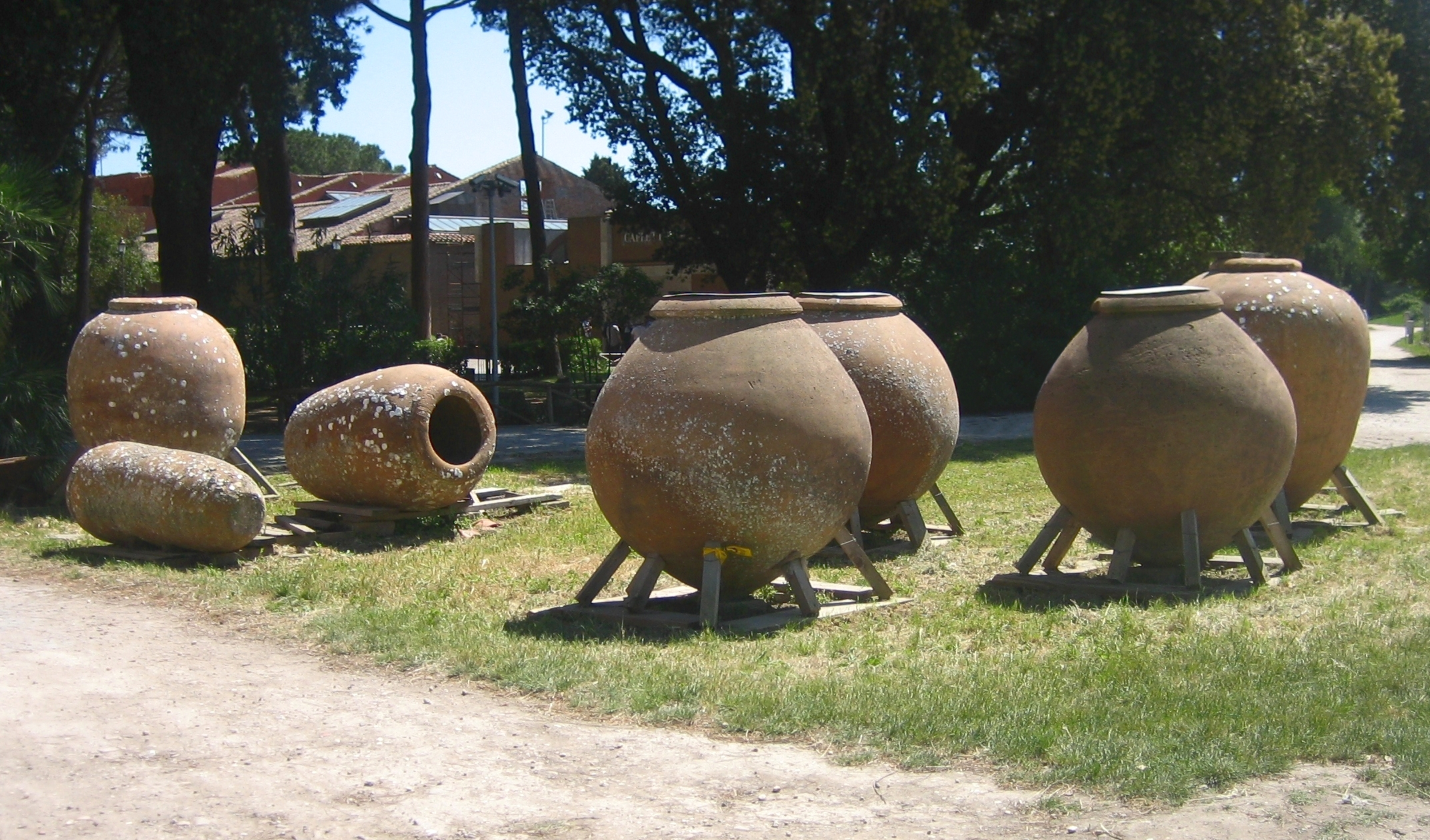
Dolia in un'area di scavo a Ostia antica

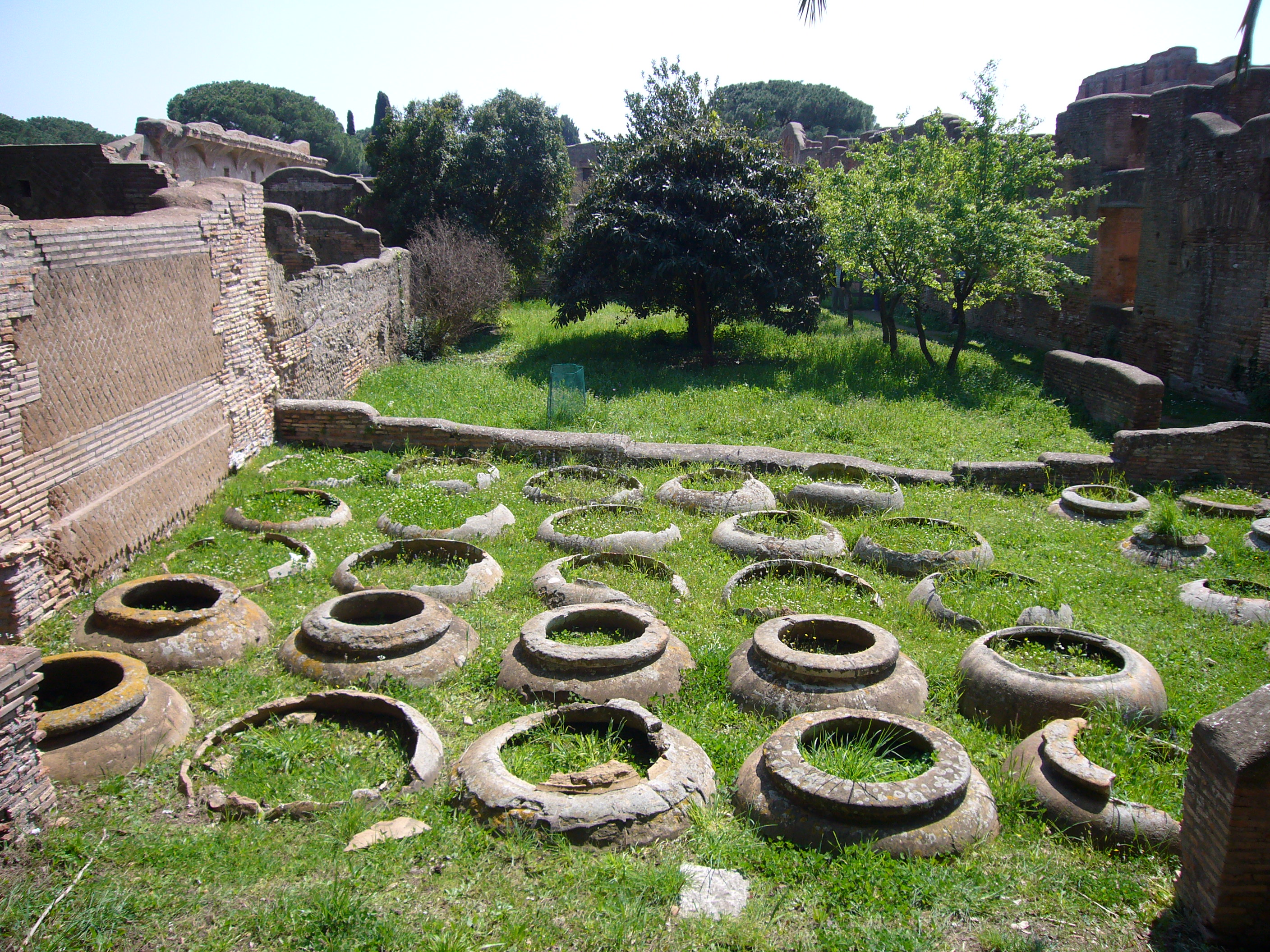
Dolii defossa nel Caseggiato dei Dolii ad Ostia

## Descrizione
La forma del pithos è prevalentemente quella di un tronco di cono rovescio, con larga bocca; quella del dolio invece è globulare, con base abbastanza ampia.
Le dimensioni erano tali che entro il vaso (botte) poteva bene entrare un uomo, come, secondo il mito, vi entrò Euristeo, spaventato alla vista del cinghiale di Erimanto, o, come si narra, vi abitò Diogene. L'altezza era compresa fra 1,50 e 1,60 metri e larghezza superiore a 1,50 metri nel punto di massima espansione. La sua capacità era espressa da un numero inciso sull'orlo della bocca in termini di amphora, unità di misura romana utilizzata per i liquidì, e corrispondente a circa 26 litri; nella magior parte dei dolii ritrovati nel caseggiato dei Dolii ad Ostia, era inciso il numero 40, per cui quei dolii potevano conservare circa 1040 litri di liquidi.

Per la realizzazione si utilizzava ceramica depurata o semidepurata, cotta in forni ad alta temperatura, foggiati od almeno rifiniti al tornio.
I grandi dolii recano, in genere, decorazioni a fasce, a cordoni, classificabili come segue: 
- alta fascia liscia, ascrivibile al Bronzo Recente
- fascia bi-tricostolata, caratteristica del Bronzo Finale e perdurante fino al Primo Ferro
- fasci di scanalature multiple, collocate nei punti nevralgici del profilo del vaso (sotto l’orlo, in corrispondenza del punto di massima espansione e nei pressi del fondo), databili a partire da un momento avanzato del Bronzo Finale e ampiamente diffuso lungo tutto l’arco ionico e nel basso Adriatico
- cordoni di vario tipo (liscio, a tacche, a fune ritorta)
- più raramente, fasce decorate (per esempio, a spina di pesce)

Per i dolia destinati a contenere liquidi, in particolare per il vino, venivano rivestiti internamente con resine terpeniche, come quelle di lentisco, terebinto, pino, cedro, mirra, o incenso. Ciò è dimostrato da analisi spettografiche condotte su reperti archeologici, ma anche da descrizioni storiche; Plinio il Vecchio, ad esempio, nel XIV libro della sua Naturalis Historia, ne parla a proposito della c.d. “malattia del vino”; per evitare che il vino andasse a male in fase di fermentazione e conservazione era necessario utilizzare resine arboree.
Quando il dolium veniva infisso nel terreno o addirittura murato, si parla di Dolium defossum.

## Storia

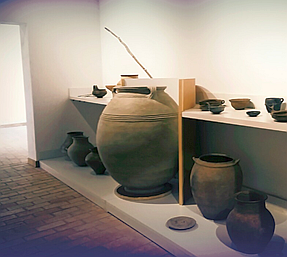
Grande dolio ed altri oggetti di ceramica provenienti dall'area archeologica di Broglio di Trebisacce (CS)

I dolia erano raccolti nei granai o magazzini dei palazzi o delle case private, e molto spesso, per la migliore conservazione delle derrate, erano affondati nel terreno: così a Pompei, a Ostia, ecc., mentre allineamenti di pithos ci hanno dato i grandi palazzi cretesi di Cnosso, di Festo, di Troia. Si presume che i dolia venissero impiegati in aree di produzione, come le fattorie, o di vendita, come le taverne, e per amplificare il suono, ottenendo effetti acustici in teatri ad esempio.. Eccezionalmente si ha ricordo di dolî ricavati nella roccia, o di dolî di metallo offerti nei templi.
Doliarius o dolearius era tanto il servo che aveva la custodia dei dolî raccolti nel magazzino, quanto colui che li costruiva nelle fabbriche figuline: opus doliare è chiamato anche, nei bolli delle officine, il mattone (v.). 
Venivano anche fissati nella parte centrale delle imbarcazioni commerciali, mentre lo spazio rimasto libero a poppa e prua era occupato dal carico di anfore. Il vantaggio economico di questa modalità di trasporto era dato dalla possibilità di risparmiare sulla quantità e sulla fabbricazione dei contenitori e al contempo trasportare una maggiore quantità di merci. Si stima che un dolio potesse contenere una quantità di vino pari a circa undici anfore. Nonostante le evidenti potenzialità questo sistema di trasporto non ebbe grande diffusione poiché poco funzionali per lo loro grandi dimensioni per gli spostamenti, e non utilizzabile sulle grandi navi che potevano trasportare più livelli di anfore.
Nell'Italia meridionale sono oggetto di particolare studio per l'archeologia locale, in particolare per il bronzo recente e finale (XIV-XI sec. a.C.), anche per stabilire gli interscambi con il mondo egeo, in particolare mercanti micenei, da dove provenivamo originariamente tali manufatti, prima di venire realizzati localmente, ad imitazione dei prodotti d'importazione. Quella dei dolii c.d. “cordonati” è una classe di palese derivazione egea, che, iniziata nel corso del Bronzo Recente proprio a seguito del processo di influenza e di acculturazione esercitato dalle comunità del Mediterraneo orientale sulle popolazioni indigene dell’Italia Meridionale, perdura almeno per tutto il Bronzo Finale.